# Pseudostellaria helanshanensis
Pseudostellaria helanshanensis là loài thực vật có hoa thuộc họ Cẩm chướng. Loài này được W.Z. Di & Y. Ren miêu tả khoa học đầu tiên năm 1987.